# Tramways Sport Club (Ceará)
El Tramways Sport Club, conocido como Tramways de Fortaleza, fue un equipo de fútbol de Brasil que jugó en el Campeonato Cearense, la primera división del estado de Ceará.

## Historia
Fue fundado el 7 de septiembre de 1933 en el municipio de Fortaleza, capital del estado de Ceará por empleados de la Ceará Tramway Light & Power Co. Ltd., empresa que estaba a cargo del servicio de electricidad y de autobuses en Fortaleza.
En 1939 participa por primera vez en el Campeonato Cearense cuando el que organizaba el campeonato era la Asociación Deportiva Cearense, en una temporada en la que terminaron en último lugar. Al año siguiente el club pasó del infierno al cielo luego de que obtuviera el título del Campeonato Cearense por primera vez.
El 26 de septiembre de 1941 protagoniza el primer partido jugado en la noche en el Estadio Presidente Vargas ante el Tramways de Pernambuco, aunque terminó con goleada para el Tramways cearense 7-2. Tristemente para el club, el equipo termina desapareciendo a finales de 1943 aduciendo de que la Ceará Tramway Light & Power Co. Ltd. no contaba con recursos financieros para pagarle a sus jugadores y el club fue liquidado.

## Palmarés
- Campeonato Cearense: 1

1940